# Piazza San Gaetano

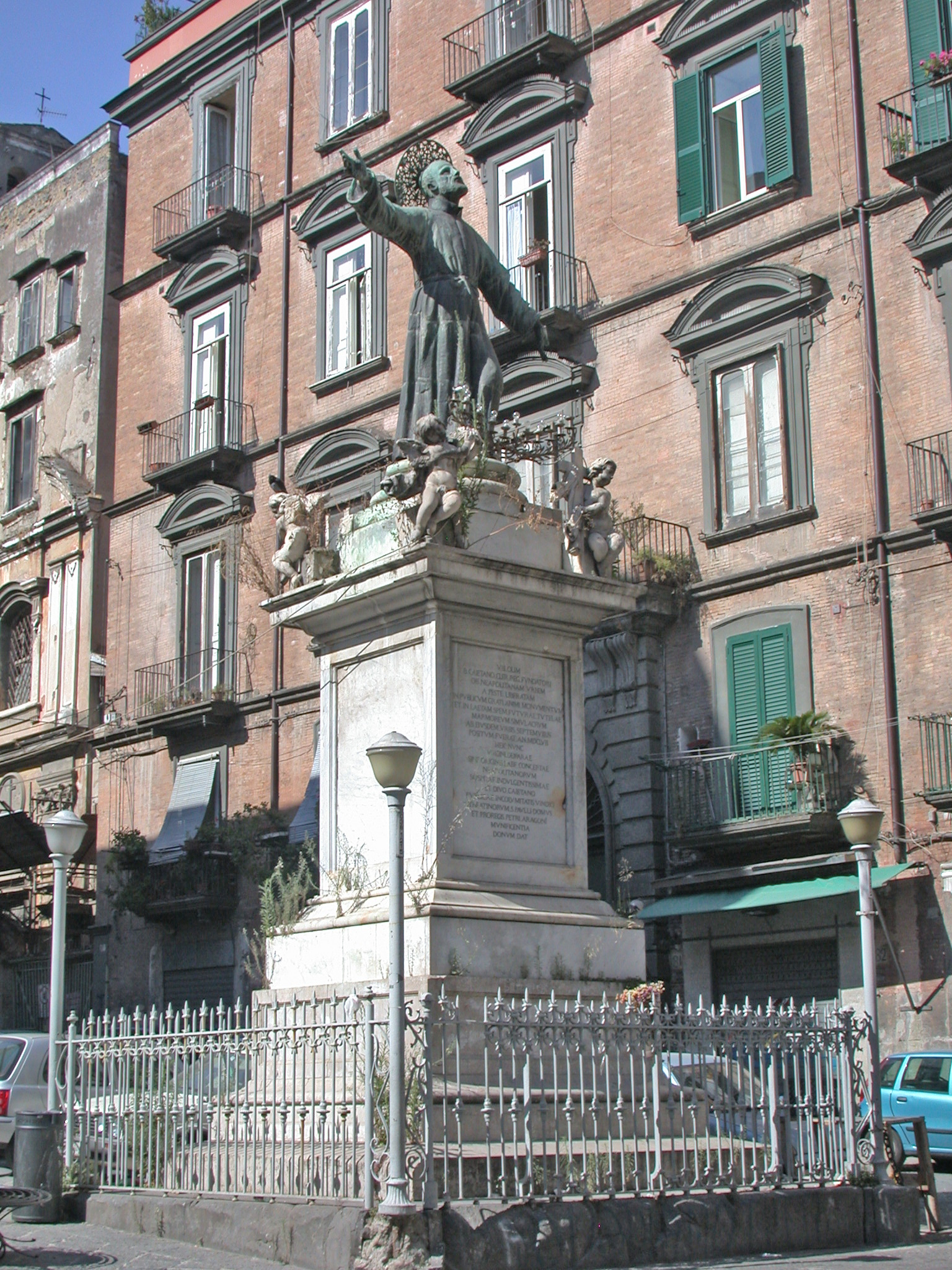
Monumento a San Gaetano, ubicato nella piazza intitolata in suo onore

Piazza San Gaetano è una piazza di Napoli sita in posizione pressoché centrale del decumano maggiore, nel quartiere popolare di San Lorenzo.
Il nome della piazza deriva dalla presenza nella basilica di San Paolo Maggiore della tomba di San Gaetano, ricordato questi anche dalla scultura dedicatagli ed oggi presente in piazza.

## Storia
La piazza sorge nello spazio che in epoca greca prima, ed in quella romana poi, era occupato dall'agorà e dal foro.
In epoche antiche vi si riunivano le dodici fratrie del popolo; qui si ricevevano gli ambasciatori stranieri per trattare la pace e guerra; qui si accoglievano gli imperatori romani in pompa magna e infine sempre qui il popolo napoletano accorreva in armi al suono delle campane, per respingere i Longobardi e i Saraceni.
Durante il periodo Angioino invece si riunivano e si svolgevano le funzioni amministrative dei sedili e del parlamento. Proprio sulla facciata del campanile della basilica di San Lorenzo Maggiore, infatti, sono posti i sette stemmi rappresentanti gli altrettanti sedili di Napoli: sedile di porto, sedile di Portanova, seggio del Popolo, sedile di Forcella, sedile del Nilo, sedile di Montagna, sedile di Capuana.
Nel Rinascimento si celebrarono le nozze tra Sigismondo I di Polonia e Bona Sforza e anche l'avvento in città di Carlo V, che ottenne l'omaggio delle autorità cittadine in un corteo pomposo.

## Descrizione
La piazza si trova in posizione pressoché centrale rispetto al decumano maggiore sul quale si trova e sulla stessa confluisce via San Gregorio Armeno, famosa e storica strada di botteghe presepiali che collega via dei Tribunali col decumano inferiore.
Oggi ai suoi margini sono situati due edifici religiosi di estrema importanza cattolica e artistica: la basilica di San Paolo Maggiore e la basilica di San Lorenzo Maggiore. Al centro invece si erge la seicentesca Statua di San Gaetano. Posti uno di fronte all'altro, infine, vi sono gli ingressi all'acquedotto greco-romano ed agli scavi archeologici di San Lorenzo, grazie ai quali è possibile visitare il sottosuolo della città ed i resti greci e romani dell'area.